# 死神之子
死神之子（英語：Children of Bodom）是芬蘭旋律死亡金属樂團，發跡於芬蘭首都赫爾辛基城郊的一個城市。樂隊成立于1993年，當時的樂隊名為Inearthed。樂隊在2019年解散，部分成員（Laiho和Freyberg）繼續以午夜博多（Bodom After Midnight）的名義進行活動。Laiho于2020年年末因為健康問題去世。
團名典故源於芬蘭境內一樁駭人聽聞的恐怖兇殺案。1960年6月5日在赫爾辛基郊區的泊登湖（Lake Bodom），四位青少年在露營時慘遭謀殺。案件至今尚未偵破，唯一的生還者因為受到劇烈創傷和驚嚇，仍在接受心理輔導與治療。

## 樂團歷史
- 樂團由吉他手阿莱克西·莱霍和鼓手Jaska Raatikainen成立，最初的團名為INEARTHED
- 1997年他們與唱片公司SpineFarm簽約，並正式改名為Children of Bodom
- 2003年吉他手Alexander Kuoppala因家庭理由離隊，此事對當時的阿莱克西打擊很大
- 2003年吉他手Roope Latvala正式加入
- 樂隊分別於2001年及2006年(「LOUD PARK 06」)到日本演出，是少數在日本流行的北歐金屬樂團
- 2019年，因為分歧，除了Laiho和Freyberg之外的成員退出了樂隊。出於芬蘭法律限制，Laiho不能在沒有前隊友許可的情況下繼續使用Children of Bodom的名義。
- 2020年，Laiho和Freyberg招募了新隊員，並決定以午夜博多（Bodom After Midnight）作為新樂隊的名字，並在10月進行了現場演出。遺憾的是，2020年12月，Laiho因為健康問題去世。Freyberg宣稱沒有了Laiho的午夜博多也不會再繼續。

## 乐队成员

### 解散前的最後陣容
- 阿莱克西·莱霍 -  主唱/主奏吉他
- Jaska Raatikainen - 鼓手/打擊樂手
- Henkka Seppälä -  貝斯手/合音
- Janne Warman -  鍵盤手
- Daniel Freyberg -  節奏吉他，合音（2016-2019）

### 前成员
- Alexander Kuoppala -節奏吉他手 (1993-2003)
- Jani Pirisjoki - 鍵盤手 (1995-1997)
- Samuli Miettinen - 貝斯手 (1993-1995)
- Roope Latvala -  節奏吉他/合音

## 发行唱片
Studio albums
- Something Wild (1997)
- Hatebreeder (1999)
- Follow the Reaper (2001)
- Hate Crew Deathroll (2003)
- Are You Dead Yet? (2005)
- Blooddrunk (2008)
- Relentless Reckless Forever (2011)
- Halo Of Blood (2013)
- I Worship Chaos (2015)
- Hexed (2019)